# André Gougenheim
Pour les articles homonymes, voir Gougenheim (homonymie).
Pour les articles ayant des titres homophones, voir Gouguenheim et Guggenheim.
André Gougenheim (Paris, 31 janvier 1902 - Paris, 21 mars 1975) est un ingénieur hydrographe français, membre de l'Académie des sciences et de l'Académie de marine, président du Bureau des longitudes, de la Société météorologique de France (1964), de l'Association française pour l'avancement des sciences (1972), directeur du service hydrographique de la Marine.

## Biographie
Fils de Léon Gougenheim, négociant, il est le frère de Georges Gougenheim (1900-1972), linguiste et grammairien. Il entre à l'Ecole polytechnique en 1920 et en sort dans le corps des ingénieurs hydrographes.
Il épouse en 1931 Cécile Aron, une cousine de Raymond Aron. Ils ont trois enfants : Jacques-Henri (1932-2024), ancien élève de l'Ecole polytechnique, directeur général de l'Union des Assurances de Paris et président de la Banque Worms, Marie-Jeanne (1934-2018), épouse de Bertrand Herz, déporté, président du comité international Buchenwald-Dora et Kommandos, et Martine (1941), épouse de Jean-François Lévy, ingénieur des ponts et chaussées et ancien président du Mouvement juif libéral de France.
D'abord affecté sur l'Utile, il effectue quatre campagnes sur les côtes de France en 1923, 1924, 1925 et 1927. En mission à Alger en 1926 pour la révision internationale des longitudes, il est envoyé en 1927 à Djibouti pour effectuer des levés hydrographiques de la baie de Tadjoura et travailla ensuite sur l'étang d'Hourtin. A la demande du gouvernement belge, il est envoyé en mission au Congo en 1929 pour étudier l'implantation d'un port à l'embouchure du fleuve. Ingénieur hydrographe principal en août 1932, il embarque sur le Lapérouse pour la mission hydrographique des côtes d'Indochine puis en 1932 sur le Gaston Rivier pour la mission sur les côtes de Bretagne nord.
En mission en 1933 à San Diego pour la seconde révision internationale des longitudes, il sert en 1934 sur le Beautemps-Beaupré en Tunisie puis comme chef de mission sur le même bâtiment à Cherbourg en 1937. Sur l'Ypres en Afrique occidentale et en Tunisie en 1938, ingénieur en chef en octobre de cette année, il est envoyé en mission en Angleterre en 1939 pour y étudier les appareils d'écoute sous-marine. Affecté à Toulon au début de 1940, il dirige le Service de contrôle des appareils d'acoustique sous-marine.
Il est mis à la retraite d'office en décembre 1940 en application des lois raciales du régime de Vichy. Le secrétaire d’État à la Marine l’autorise à signer un contrat de travail de trois ans renouvelable, qui entre en vigueur le 1er février 1941. Il est notamment chargé d’un cours sur le matériel d’acoustique sous-marine à l’usage des officiers élèves de l’École des transmissions des forces de haute mer. Après l'invasion de la zone sud en novembre 1941, il se réfugie avec sa famille en Dordogne, à Sarlat puis à Domme. La Marine lui confie néanmoins la rédaction d’un cours de géodésie pour la formation des ingénieurs hydrographes. En parallèle, il est actif dans les maquis de la Dordogne, sous la couverture de "lieutenant-colonel François".
Après la libération de la Dordogne par les Forces françaises de l'intérieur en août 1944, il est réintégré et nommé ingénieur en chef de première classe et   nommé chef de la section marées et géophysique du Service hydrographique de la marine. Ingénieur général de seconde classe et directeur adjoint en 1956, puis directeur en 1957, ingénieur général de première classe en 1958, il quitte le service actif en 1964.
Savant de renommée mondiale, deux fois lauréat de l'Académie des sciences en 1931 et 1958, il reçoit en décembre 1952 la médaille d'or de la Marine pour l'ensemble de ses travaux scientifiques. Spécialiste de l'astronomie, de la géodésie et de l'océanographie, il a professé et publié de nombreux cours sur ces diverses disciplines et est l'auteur d'une centaine d'articles parus dans des revues françaises et étrangères.
Il a représenté la France dans de nombreuses conférences scientifiques internationales.
Professeur et examinateur d'astronomie à l'Ecole polytechnique puis suppléant du directeur des études, membre du Comité national de la recherche scientifique, vice-président du Comité d'exploitation des océans, président en juin 1963 du Comité d'océanographie et d'étude des côtes, l'ingénieur général Gougenheim est élu en 1962 membre de l'Académie des sciences (section de géographie et de navigation). Il succède à l'amiral Durand-Viel au Bureau des longitudes en 1960 puis en devient président en 1970. Il est élu membre de l'Académie de marine en 1961 puis président en 1970, membre de l'Académie des sciences d'outre-mer, président de la Société météorologique de France, de la Société française d'astronautique et du Comité national français de géodésie et de géophysique.
Il meurt à Paris le 21 mars 1975.